# Children of God
Children of God (deutsch: Kinder Gottes) ist der ursprüngliche Name einer neuen religiösen Bewegung, die sich heute Die Familie (The Family International) nennt und die zwischenzeitlich auch Family of Love hieß. Gegründet wurde sie 1968 von David Berg in Kalifornien. Seit Bergs Tod im Jahr 1994 wird sie von seiner Witwe Karen Zerby geführt. Die Familie bezeichnet sich selbst als „Zusammenschluss unabhängiger Missionsgemeinschaften“. Die christlichen Kirchen in Österreich, Deutschland und der Schweiz bezeichnen die Vereinigung als Sekte.

## Geschichte
Die „Children of God“ wurden 1968 von David Berg (alias Moses David, Mo, Dad, später auch Grandad) gegründet. Die Mitgliederzahl wuchs rasch, die meisten neu eintretenden Mitglieder waren Jugendliche aus der Hippie-Szene. Die Gruppe wuchs schnell und breitete sich in anderen Ländern aus, wo „Kolonien“ gegründet wurden. 1971 kam Jeremy Spencer, Gründungsmitglied der britischen Rock-Blues Band Fleetwood Mac, zu Children of God.
Seit 1974 praktizierten die Mitglieder das so genannte „Love Bombing“ und „Flirty Fishing“, bei dem durch sexuelle Handlungen neue Mitglieder gewonnen oder auch materielle Güter für die Gruppe beschafft werden sollten. Für diese Anwerbungstaktik gab es schriftliche Anleitungen. In den Medien wurde die Vereinigung nach Bekanntwerden dieser Praxis mit Prostitution in Zusammenhang gebracht. Nach Angaben der „Familie“ wurde das „Fishing“ 1987 eingestellt, vor allem wegen der Gefahr der Ansteckung mit HIV.
Die „Familie“ gibt an, dass es nach einem Rundschreiben im Jahr 1986 Erwachsenen verboten wurde, Geschlechtsverkehr mit Kindern zu haben, doch laut Angaben ehemaliger Mitglieder war das nicht der Fall. David Berg hatte in den späten 1970ern mehrere „Mo Letters“ geschrieben, die Sex mit Kindern billigten, „solange dies in Liebe geschehe“. Als diese kontroversen Schreiben drohten, die „Familie“ in Verruf zu bringen, wurden die Mitglieder veranlasst, die „Mo Letters“ zu verbrennen und ein neues Rundschreiben sollte dem Ganzen ein Ende setzen.
Grundsätzlich versucht die „Familie“ neue Mitglieder zu gewinnen, indem sie diese von den „etablierten“ Religionen abwirbt. Zu diesem Zweck sollen die Mitglieder offensiv auf die Anhänger anderer Kirchen und religiösen Gemeinschaften zugehen und leitende Positionen in deren Gemeinden übernehmen, um die Lehren der „Familie“ getarnt verbreiten zu können. Ende der 1990er Jahre soll die „Familie“ insgesamt rund 9000 Mitglieder gehabt haben, darunter 6000 Minderjährige.
Die Familie der Brüder River Phoenix (Schauspieler, † 1993) und Joaquín Phoenix (Musiker und Schauspieler) gehörte bis 1977 dieser Sekte an und verbreitete deren Lehre vor allem in Mittel- und Südamerika.
David Berg hatte einen autoritären Führungsstil und kommunizierte mit seinen Anhängern hauptsächlich durch Rundschreiben, die so genannten „Mo Letters“, bis er 1994 starb. Von da an übernahm seine Frau Karen Zerby (alias Maria) die Führung.
1999 lösten sich die „Kinder Gottes“ offiziell auf, etwa ein Drittel der Mitglieder verließ die Vereinigung. Es drohte ein Gerichtsverfahren in den USA. Später nannte sich die Gruppe dann „Family of Love“ (Familie der Liebe), kurz „The Family“.

## Lehre und Praxis
Die offiziellen Ziele der Vereinigung sind die weltweite Evangelisation, die Gründung von Gemeinschaften, die „in brüderlicher Liebe“ leben, die christliche Erziehung der Kinder und die Verkündigung der seit dem Jahre 1993 bevorstehenden „Endzeit“. Bei diesem Weltuntergangsszenario werden nach Überzeugung der Anhänger nur die Mitglieder der „Familie“ überleben.
Die Kinder der Mitglieder besuchen im Allgemeinen keine öffentlichen Schulen, sondern werden privat unterrichtet. In der Regel üben die Mitglieder der Vereinigung keinen Erwerbsberuf aus. Nach eigenen Angaben finanzieren sie ihren Lebensunterhalt durch Spenden und durch den Verkauf von Büchern und CDs. Außerdem verliert jedes Mitglied beim Eintritt in die „Familie“ seinen gesamten Besitz, der zu Gruppeneigentum wird.
Im Buch Nicht ohne meine Schwestern stellte Celeste Jones die Praktiken der Sekte dar. Die in der Sekte geborenen Kinder sollten frei vom „System“ aufwachsen. Kinder und Jugendliche wurden mit äußerster Strenge erzogen; auf geringste „Fehler“ standen schwere Strafen. Aufmüpfige Kinder wurden zu harter Arbeit gezwungen, vor anderen gedemütigt, isoliert und körperlich misshandelt. Viele Frauen boten sich zum „Flirty Fishing“ dar, d. h. sie versuchten, Männer mit Sex in die Sekte zu locken. Familien wurden voneinander getrennt, damit die Kinder nicht ihre Eltern und Geschwister als Familie erfuhren, sondern die Children of God als ihre Familie erachten sollten.
Viele ehemalige Mitglieder, die in „The Family“ geboren sind, geben an, dass sie als Kinder sexuell missbraucht worden seien. Trotz Dementi der „Familie“ geben bis heute viele junge Menschen an, als Kind missbraucht worden zu sein.

## Auswirkungen
Im Januar 2005 beging das frühere Mitglied Ricky Rodriguez einen sogenannten erweiterten Suizid: Nachdem er geplant hatte, seine Mutter zu ermorden, ermordete er stattdessen seine ehemalige Erzieherin und beging danach Suizid. Er war ein Sohn Karen Zerbys, inoffizieller Adoptivsohn David Bergs, und wurde bereits als Kleinkind unter dem Pseudonym Davidito (Spanisch für „kleiner David“) zum Nachfolger von David Berg herangezogen. Außerdem veröffentlichte die Sekte ein Pamphlet, in dem er als Objekt pädophiler Handlungen von Frauen gezeigt wurde; zum Tatzeitpunkt hatte er die Sekte allerdings schon seit einigen Jahren verlassen.
Die US-amerikanische Schauspielerin Rose McGowan wuchs bei den „Children of God“ auf. Als das Leben in der Gemeinschaft unerträglich wurde, flüchteten Mutter und Tochter mitten in der Nacht.